# Dipartimento di Tintane
Il dipartimento di Tintane è un dipartimento (moughataa) della regione di Hodh-Gharbi in Mauritania con capoluogo Tintane.
Il dipartimento comprende 8 comuni:
- Tintane
- Hassi Abdallah
- Aweinatt Thall
- Touil
- Lehreijat
- Ain Farba
- Egharghar
- Devaa